# نیویورک - پرسبیتری وستچست
نیویورک - پرسبیتری وستچست، سابق و قبل از آن مرکز بیمارستان لارنس) یک بخش از بیمارستان نیویورک-پرسبیترین واقع در برانکسویل، نیویورک است. این یک بیمارستان عمومی ۲۸۸ تختخوابی است که مراقبت‌های بستری و سرپایی را عمدتاً به ساکنان شهرستان وستچستر جنوبی ارائه می‌دهد. این یک مرکز سکته مغزی اولیه و یک مرکز پری ناتال سطح ۲ است.
این بیمارستان سالانه حدود ۴۲۰۰۰ بیمار را در بخش اورژانس خود درمان می‌کند و حدود ۱۳۰۰ نوزاد به دنیا می‌آورد.

## تاریخچه
این بیمارستان در سال ۱۹۰۹ به عنوان بیمارستان لارنس توسط تاجر برجسته ویلیام ون دوزر لارنس تأسیس شد، که پس از اینکه پسرش مبتلا به آپاندیسیت شد و مجبور شد به شهر نیویورک منتقل شود، نیاز به یک بیمارستان اجتماعی را تشخیص داد.
در سال ۲۰۰۵، مرکز بیمارستان لارنس یکی از اعضای وابسته به سیستم مراقبت‌های بهداشتی نیویورک-پرسبیتریان شد و در سال ۲۰۱۴ با بیمارستان پرسبیتریان نیویورک وارد همکاری رسمی شد که منجر به تغییر نام بیمارستان به بیمارستان نیویورک-پرزبیتریان، لارنس شد پیشگامی یک مرکز سرطان و جراحی دو طبقه به مساحت ۴۰۰۰۰ فوت مربع در ۱۸ ژوئن ۲۰۱۳ رخ داد که ساخت آن ۶۵ میلیون دلار هزینه داشت، این مرکز در ۲۱ نوامبر ۲۰۱۶ افتتاح شد، بیمارستان به‌طور کامل توسط بیمارستان نیویورک-پرسبیتریان در سال ۲۰۱۸ خریداری شد.